# Cantó de Salas d'Èrs

Cantó de Salas d'Èrs

El cantó de Salas d'Èrs és un cantó francès el departament de l'Aude, a la regió d'Occitània. S'inclou al districte de Carcassona, té 14 municipis i el cap cantonal és Salas d'Èrs.

## Municipis
- Baranha
- Bèlflor
- Cumièrs
- Fajac de la Relenca
- Gorvièla
- La Lobièra Lauragués
- Marquènh
- Mézerville
- Molevila
- Montauriòl
- Pairan
- Santa Camelle
- Sant Miquèl
- Salas d'Èrs